# Військово-морські сили Азербайджану
Військово-морські сили Азербайджану (азерб. Azərbaycan Hərbi Dəniz Qüvvələri) — один з видів збройних сил Азербайджану.
За даними Міжнародного інституту стратегічних досліджень, у 2005 році чисельність ВМС Азербайджану становила 4000 чоловік . За даними на 2020 рік чисельність ВМС Азербайджану становить 2200 чоловік .

## Історія
У 1867 році в Баку з Астрахані була переведена головна база російської Каспійської військової флотилії . Військово-морські сили Азербайджану були засновані у 1918 році. Коли Російська імперія розпалась, Азербайджанська Демократична Республіка успадкувала всю російську Каспійську військову флотилію. Серед суден АДР були канонерські човни Карс, Ардахан, Астрабад, Геок-Тепе, Аракс і Байлов. Британці також передали свій військовий корабель у Каспійському морі — колишнє російське судно — новому незалежному Азербайджану.
Навесні 1920 року екіпажі азербайджанських ВМС підтримали місцевих більшовиків, які повалили владу мусаватистів, і були перейменовані на Червоний флот Радянського Азербайджану, який очолив Чингіз Ільдрим. 1 травня кораблі Волзько-Каспійської військової флотилії увійшли в Баку, де вже 7 травня був утворений Каспійський військовий флот у складі 3 допоміжних крейсерів, 10 міноносців, 4 підводних човнів та інших кораблів. 

### Сучасна історія військово-морських сил

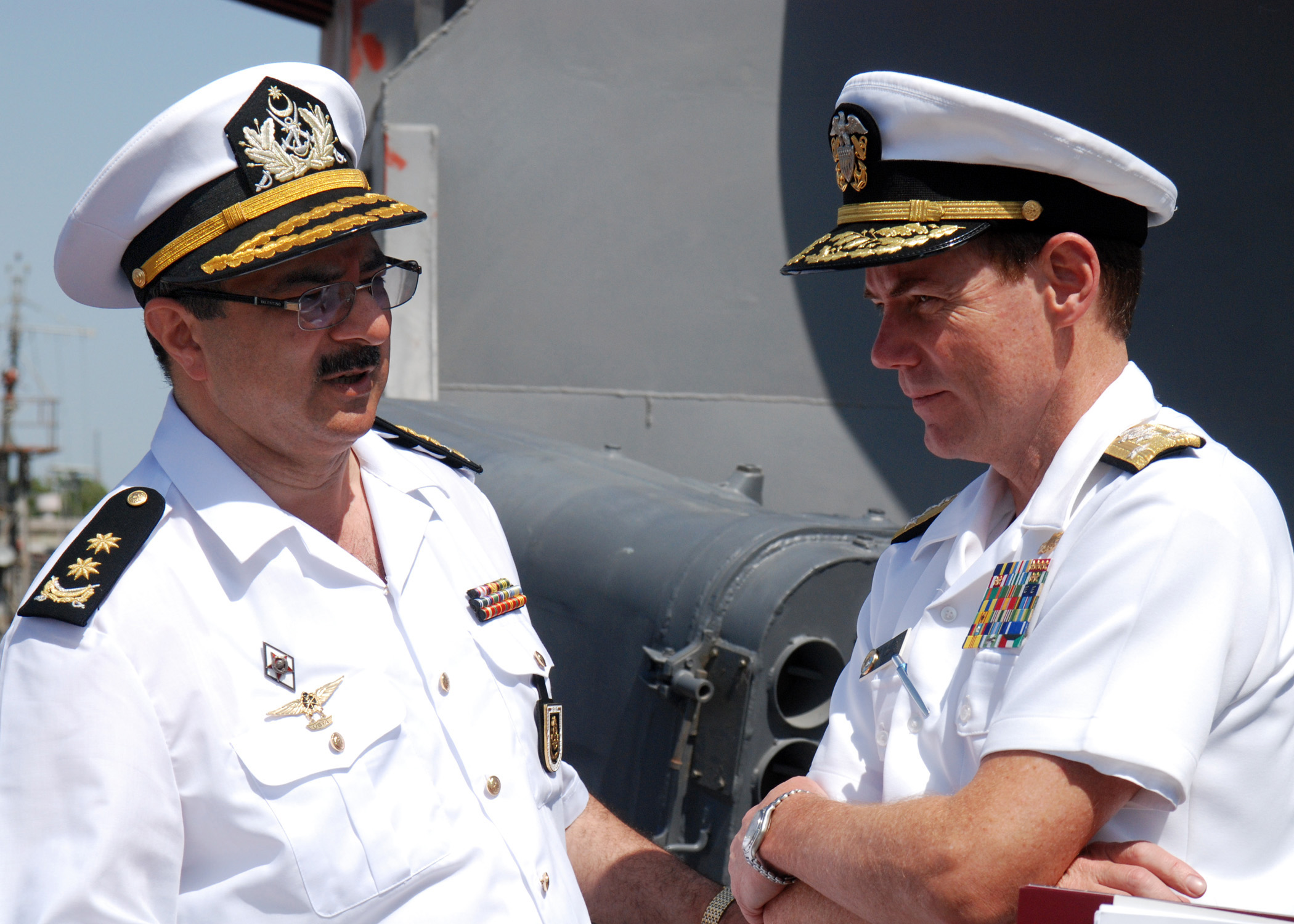
Зустріч віце-адмірала ВМС Азербайджану Шахіна Султанова з віце-адміралом Кевіном Косгріффа командиром ВМС США в 2008 році

Після розпаду Радянського Союзу був проведений розподіл майна Каспійської флотилії між Росією, Азербайджаном, Казахстаном і Туркменією. Влітку 1992 року завершився розподіл Каспійської флотилії, внаслідок чого під командування міністерства оборони Азербайджану перейшло 30% плавзасобів і 100% берегової бази Каспійської флотилії . Азербайджанським ВМС дісталися сторожовий корабель «Бакінець» (проєкт 159A), ракетний катер (проєкт 205У), два артилерійських катери (проєкт 205 М), патрульний катер (проєкт 1400м), три базових (проєкт 12650) і два рейдових (проєкт 1258) тральщика, три малих (проєкт 770Т і 770МА) і середній (проєкт 771А) десантні кораблі, гідрографічне судно «Резонанс» та інші плавзасоби .
Туреччина має намір взяти участь в модернізації Військово-морських сил Азербайджану .
За даними на 04.08.2014 Азербайджан відправив свої сверхмалі підводні човни проєкту 908 «Тритон-2» на ремонт до Хорватії, на верф компанії «Adria Mar» .

## Організаційний склад
Організаційно до складу ВМС Азербайджана входять:
Головний штаб
- Бригада надводних кораблів
  - Дивізіон охорони водного району[10]
  - Дивізіон десантних кораблів[10]
  - Дивізіон тральщиків[10]
  - Дивізіон пошуково-рятувальних суден[10]
  - Дивізіон навчальних суден[10]
- Бригада патрульних кораблів
- Морська піхота
- Морська диверсійно-розвідувальна бригада
- Резерв
  - Берегова охорона Азербайджана
    - Бригада патрульних кораблів
- Мобілізаційний резерв
  - Торгівельний флот Азербайджана
- Навчальні заклади
  - Азербайджанське вище військово-морське училище — підготовка офіцерських кадрів флоту та морських частин прикордонних військ.
  - Навчальний центр ВМС Азербайджана — підготовка мічманів та старшин контрактної служби.

## Пункти базування
- ВМБ Баку (Головний штаб ВМС).
- ВМБ Зих (морська піхота)

## Бойовий склад

### Військово-морські сили
| Тип                                                             | Бортовий номер    | Назва             | В складі флоту    | Стан              | Примітки                                                         |
| Сторожові кораблі                                               | Сторожові кораблі | Сторожові кораблі | Сторожові кораблі | Сторожові кораблі | Сторожові кораблі                                                |
| --------------------------------------------------------------- | ----------------- | ----------------- | ----------------- | ----------------- | ---------------------------------------------------------------- |
| Фрегат проекту 159А                                             | G121              | "Qusar"           | немає даних       | в строю           | колишній "Бакінець"                                              |
| Сторожовий корабель проекту 205П "Тарантул"                     | G122              | немає даних       | немає даних       | в строю           | переданий з складу берегової охорони S-004                       |
| Сторожовий корабель проекту 205П "Тарантул"                     | G123              | немає даних       | немає даних       | в строю           | переданий з складу берегової охорони S-005                       |
| Сторожовий корабель проекту 205П "Тарантул"                     | G124              | немає даних       | немає даних       | в строю           | переданий з складу берегової охорони S-006                       |
| Сторожовий корабель проекту 205П "Тарантул"                     | G125              | немає даних       | немає даних       | в строю           | переданий з складу берегової охорони S-007                       |
| Сторожовий корабель проекту 205У "Тарантул"                     | G126              | немає даних       | немає даних       | в строю           | переданий з складу берегової охорони S-008, колишній РКА «Р-173» |
| сторожовий катер проекту 368У                                   | G128              | немає даних       | немає даних       | в строю           | колишній Р219                                                    |
| Сторожовий корабель проекту В-92 "Нафтогаз"                     | G129              | немає даних       | немає даних       | в строю           | переданий з складу берегової охорони S-010                       |
| Сторожовий корабель проекту В-92 "Нафтогаз"                     | G130              | немає даних       | немає даних       | в строю           | переданий з складу берегової охорони S-002                       |
| Підводні човни                                                  |                   |                   |                   |                   |                                                                  |
| Надмалий підводний човен пр.908, шифр «Тритон-2»                |                   |                   | немає даних       | в строю           |                                                                  |
| Сторожові катери                                                |                   |                   |                   |                   |                                                                  |
| сторожовий катер проекту 376 "Ярославець"                       | P 201             | немає даних       | немає даних       | в строю           |                                                                  |
| сторожовий катер проекту 1388Р "Баклан-Р"                       | P212              | немає даних       | немає даних       | в строю           | колишній корабель радіаційно-хімічної розвідки (КРХ-1)           |
| сторожовий катер проекту УК-3 (СК620)                           | P214              | немає даних       | немає даних       | в строю           | Колишній навчальний катер побудований в Польщі                   |
| сторожовий катер проекту УК-3 (СК620)                           | P215              | немає даних       | немає даних       | в строю           | Колишній навчальний катер побудований в Польщі                   |
| сторожовий катер проекту УК-3 (СК620)                           | P216              | немає даних       | немає даних       | в строю           | Колишній навчальний катер побудований в Польщі                   |
| сторожовий катер проекту 722                                    | P217              | немає даних       | немає даних       | в строю           |                                                                  |
| сторожовий катер проекту 722                                    | P218              | немає даних       | немає даних       | в строю           |                                                                  |
| сторожовий катер проекту 1400М "Гриф-М"                         | P222              | немає даних       | немає даних       | в строю           | колишній АК-55                                                   |
| сторожовий катер типу "Тюрк"                                    | P223              | "Араз"            | 2000              | в строю           | колишній турецький АВ-34                                         |
| Мінні тральщики                                                 |                   |                   |                   |                   |                                                                  |
| базовий тральщик проекту 1265 "Яхонт"                           | M325              | немає даних       | немає даних       | в строю           |                                                                  |
| базовий тральщик проекту 1265 "Яхонт"                           | M326              | немає даних       | немає даних       | в строю           |                                                                  |
| рейдовий тральщик проекту 1258 "Корунд"                         | M327              | немає даних       | немає даних       | в строю           |                                                                  |
| рейдовий тральщик проекту 1258 "Корунд"                         | M328              | немає даних       | немає даних       | в строю           |                                                                  |
| Десантні кораблі                                                |                   |                   |                   |                   |                                                                  |
| середній десантний корабель проекту 770                         | D431              | немає даних       | немає даних       | в строю           | колишній СДК-37                                                  |
| середній десантний корабель проекту 770                         | D432              | немає даних       | немає даних       | в строю           | колишній СДК-36                                                  |
| середній десантний корабель проекту 771A                        | D433              | немає даних       | немає даних       | в строю           | колишній СДК-107                                                 |
| середній десантний корабель проекту 770                         | D434              | немає даних       | немає даних       | в строю           | колишній СДК-68                                                  |
| малий десантний корабель проекту 106К "Сайгак"                  | D435              | немає даних       | немає даних       | в строю           |                                                                  |
| малий десантний корабель проектау106К "Сайгак"                  | D436              | немає даних       | немає даних       | в строю           |                                                                  |
| Десантний катер 1785                                            | D437              | немає даних       | немає даних       | в строю           | колишній Д-603                                                   |
| Десантний катер 1785                                            | D438              | немає даних       | немає даних       | в строю           |                                                                  |
| Прикордонні кораблі та катери                                   |                   |                   |                   |                   |                                                                  |
| Корабель В-99 типу "Вихор"                                      | S-001             | немає даних       | немає даних       | в строю           | колишній буксир-снабженець S-703                                 |
| Корабель проекту В-92 "Нафтогаз"                                | S-003             | немає даних       | немає даних       | в строю           | колишній S-701                                                   |
| Корабель проекту В-92 "Нафтогаз"                                | S-009             | немає даних       | немає даних       | в строю           |                                                                  |
| сторожовий катер типу "Point"                                   | S-014             | немає даних       | немає даних       | в строю           | колишній S 14                                                    |
| катер типу "Silver Ships"                                       | S-11              | немає даних       | 2001              | в строю           |                                                                  |
| катер типу "Silver Ships"                                       | S-12              | немає даних       | 2001              | в строю           |                                                                  |
| катер Ares 42 типу "Hector"                                     | S-13              | немає даних       | 10.01.2019        | в строю           |                                                                  |
| катер Ares 42 типу "Hector"                                     | S-14              | немає даних       | немає даних       | в строю           |                                                                  |
| катер Ares 42 типу "Hector"                                     | S-18              | немає даних       | 10.01.2019        | в строю           |                                                                  |
| катер Ares 42 типу "Hector"                                     | S-19              | немає даних       | 10.01.2019        | в строю           |                                                                  |
| катер типу Shaldag Mk V                                         | S-301             | немає даних       | 2014              | в строю           | Побудований на Суднобудівному завоі в селищі Тюркан.             |
| катер типу Shaldag Mk V                                         | S-302             | немає даних       | 2014              | в строю           | Побудований на Суднобудівному заводі в селищі Тюркан.            |
| катер типу Shaldag Mk V                                         | S-303             | немає даних       | немає даних       | в строю           | Побудований на Суднобудівному заводі в селищі Тюркан.            |
| катер типу Shaldag Mk V                                         | S-304             | немає даних       | немає даних       | в строю           | Побудований на Суднобудівному заводі в селищі Тюркан.            |
| катер типу Shaldag Mk V                                         | S-305             | немає даних       | немає даних       | в строю           | Побудований на Суднобудівному заводі в селищі Тюркан.            |
| катер типу Shaldag Mk V                                         | S-306             | немає даних       | 07.09.2015        | в строю           | Побудований на Суднобудівному заводі в селищі Тюркан.            |
| катер типу Saar 4.5                                             | S-201             | немає даних       | 07.09.2015        | в строю           | Побудований на Суднобудівному заводі в селищі Тюркан.            |
| катер типу Saar 4.5                                             | S-202             | немає даних       | 13.06.2016        | в строю           | Побудований на Суднобудівному заводі в селищі Тюркан.            |
| катер типу Saar 4.5                                             | S-203             | немає даних       | 13.01.2017        | в строю           | Побудований на Суднобудівному заводі в селищі Тюркан.            |
| катер типу Saar 4.5                                             | S-204             | немає даних       | 23.08.2017        | в строю           | Побудований на Суднобудівному заводі в селищі Тюркан.            |
| катер типу Saar 4.5                                             | S-205             | немає даних       | 30.04.2018        | в строю           | Побудований на Суднобудівному заводі в селищі Тюркан.            |
| катер типу Saar 4.5                                             | S-206             | немає даних       | 10.01.2019        | в строю           | Побудований на Суднобудівному заводі в селищі Тюркан.            |
| Допоміжні кораблі та судна                                      |                   |                   |                   |                   |                                                                  |
| корабель управління проекту 888                                 | Т710              | немає даних       | немає даних       | в строю           | колишній "Ока"                                                   |
| мале кабельне судно фінського проекту 1172                      | T750              | немає даних       | немає даних       | в строю           | колишнє «Эмба»                                                   |
| рейдовий танкер пр.1844                                         | Т752              | немає даних       | немає даних       | в строю           |                                                                  |
| збірник сміття проекту 1582                                     | T754              | немає даних       | немає даних       | в строю           |                                                                  |
| танкер проекту 5                                                | Т755              | немає даних       | немає даних       | в строю           |                                                                  |
| рейдовий буксир пр. 737Л                                        | T757              | немає даних       | немає даних       | в строю           |                                                                  |
| рейдовий буксир проекту 9.8057                                  | T758              | немає даних       | немає даних       | в строю           | побудований в НДР                                                |
| рейдовий буксир проекту 433                                     | T759              | немає даних       | немає даних       | в строю           |                                                                  |
| Морський буксир проекту А-202                                   | А640              | немає даних       | немає даних       | в строю           |                                                                  |
| Водолазне морське судно проекту 522                             | A642              | немає даних       | немає даних       | в строю           |                                                                  |
| Протипожежний катер проекту 364                                 | A 643             | немає даних       | немає даних       | в строю           |                                                                  |
| Протипожежний катер проекту 364                                 | A 644             | немає даних       | немає даних       | в строю           |                                                                  |
| водолазний катер проекту 364                                    | А648              | немає даних       | немає даних       | в строю           |                                                                  |
| санітарно-госпітальний катер проекту СК-620                     | А649              | немає даних       | немає даних       | в строю           |                                                                  |
| судно забезпечення глубоководних водолазних робіт проекту 10470 | A 671             | немає даних       | немає даних       | в строю           | колишнє «Свияга»                                                 |
| мале гідрографічне судно проекту 872                            | Н 510             | немає даних       | немає даних       | в строю           |                                                                  |
| мале гідрографічне судно проекту А1824                          | Н 511             | немає даних       | немає даних       | в строю           | колишній мрзк "Анемометр"                                        |
| мале гідрографічне судно проекту 872                            | H 560             | немає даних       | немає даних       | в строю           |                                                                  |
| мале гідрографічне судно проекту 870                            | H 561             | немає даних       | немає даних       | в строю           | колишнє «Резонанс»                                               |
| гідрографічний катер проекту 1896                               | H 562             | немає даних       | немає даних       | в строю           |                                                                  |
| гідрографічний катер проекту 1896                               | H 569             | немає даних       | немає даних       | в строю           |                                                                  |

## Галерея

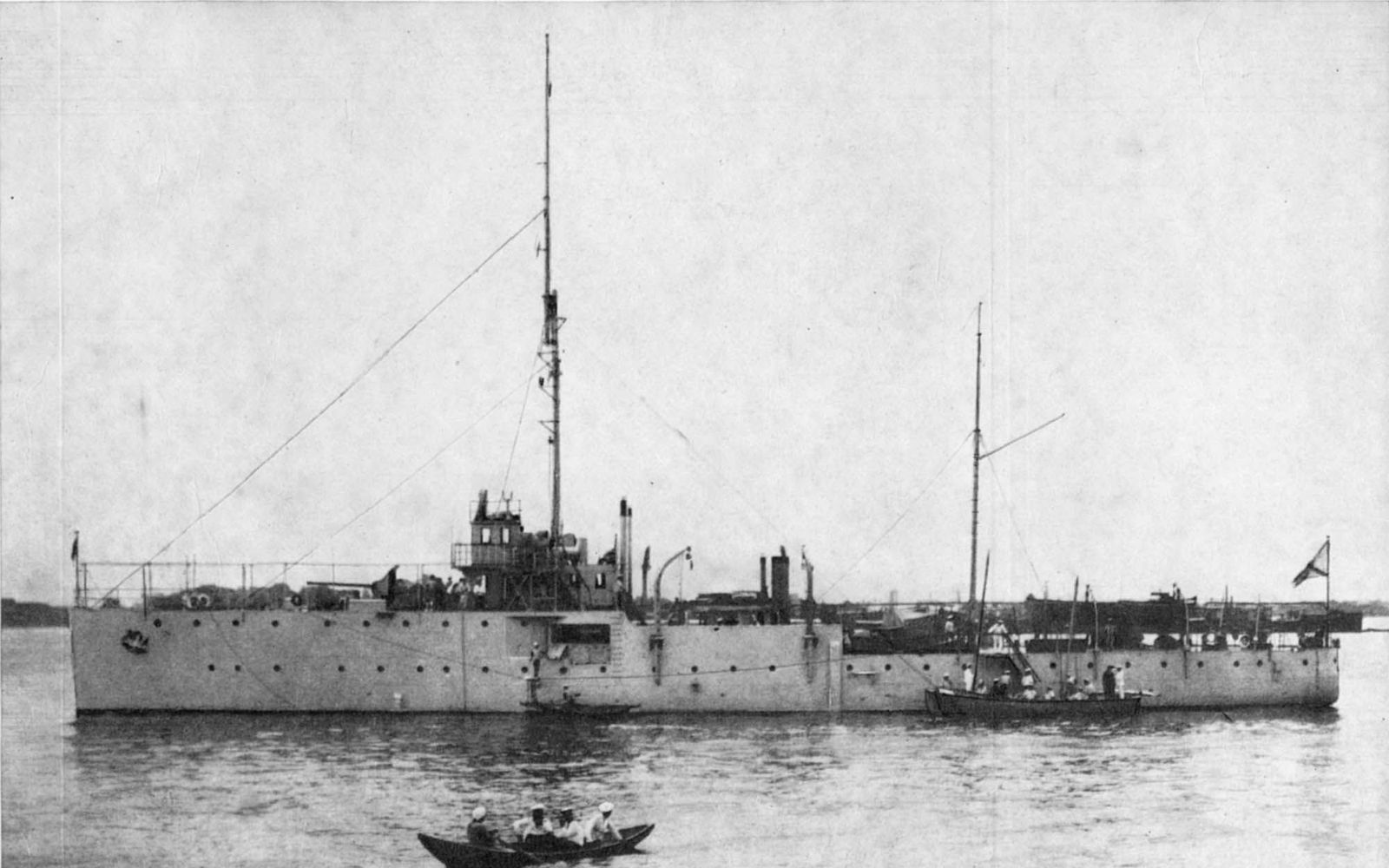
Канонерський човен "Ардахан" зі складу флоту Азербайджанської Демократичної Республіки (1918-1920)
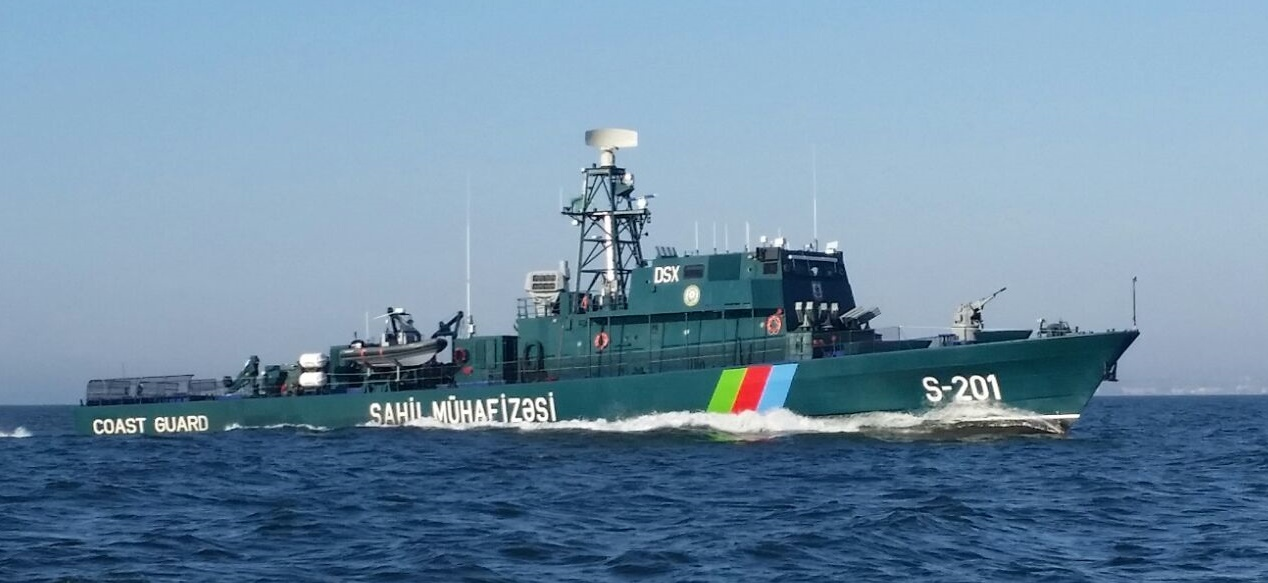
Прикордонний сторожовий катер типу Saar 4.5, бортовий номер S-201
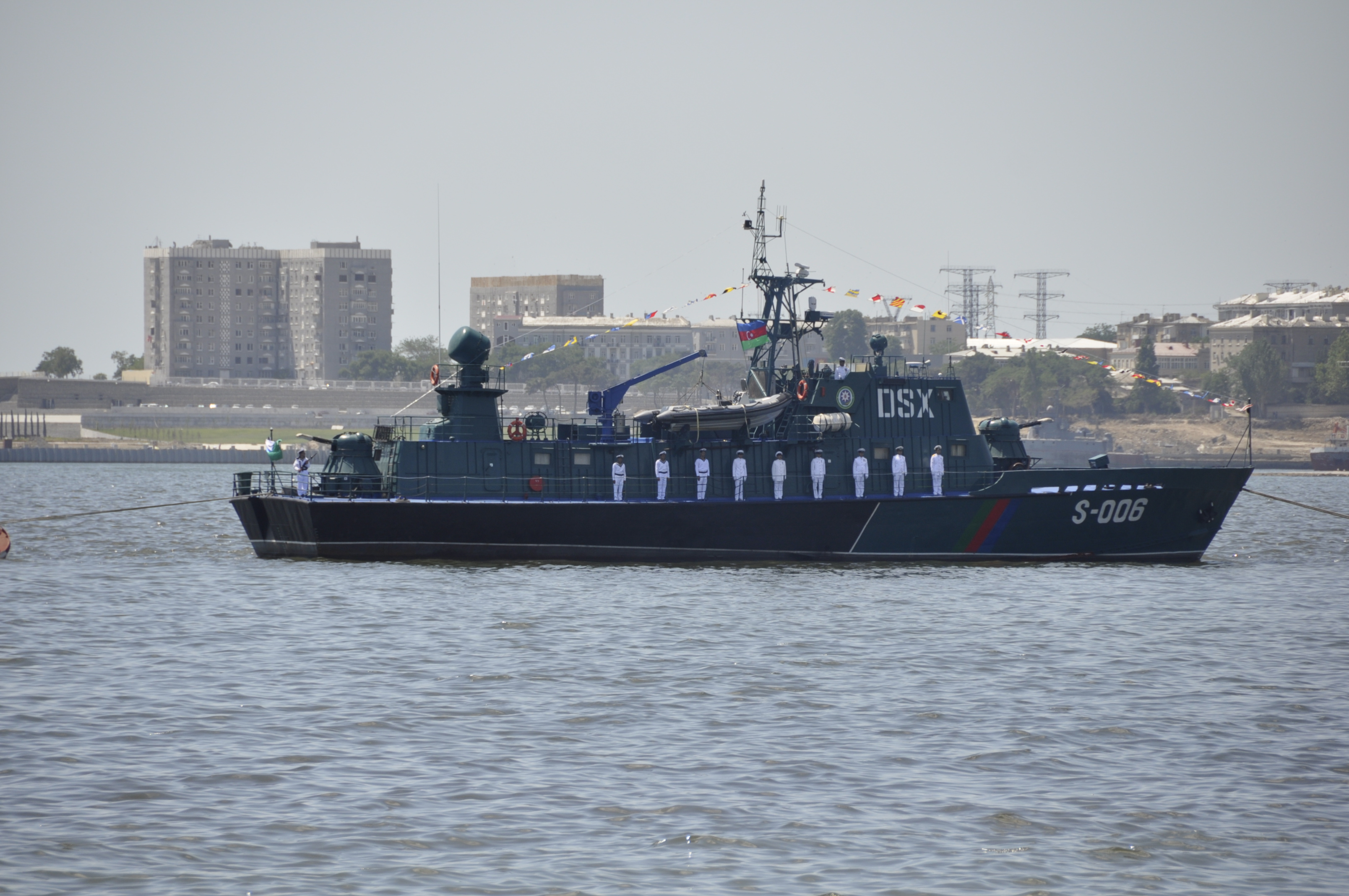
Екіпаж катера S-006 ВМС Азербайджану під час військового параду в Баку.
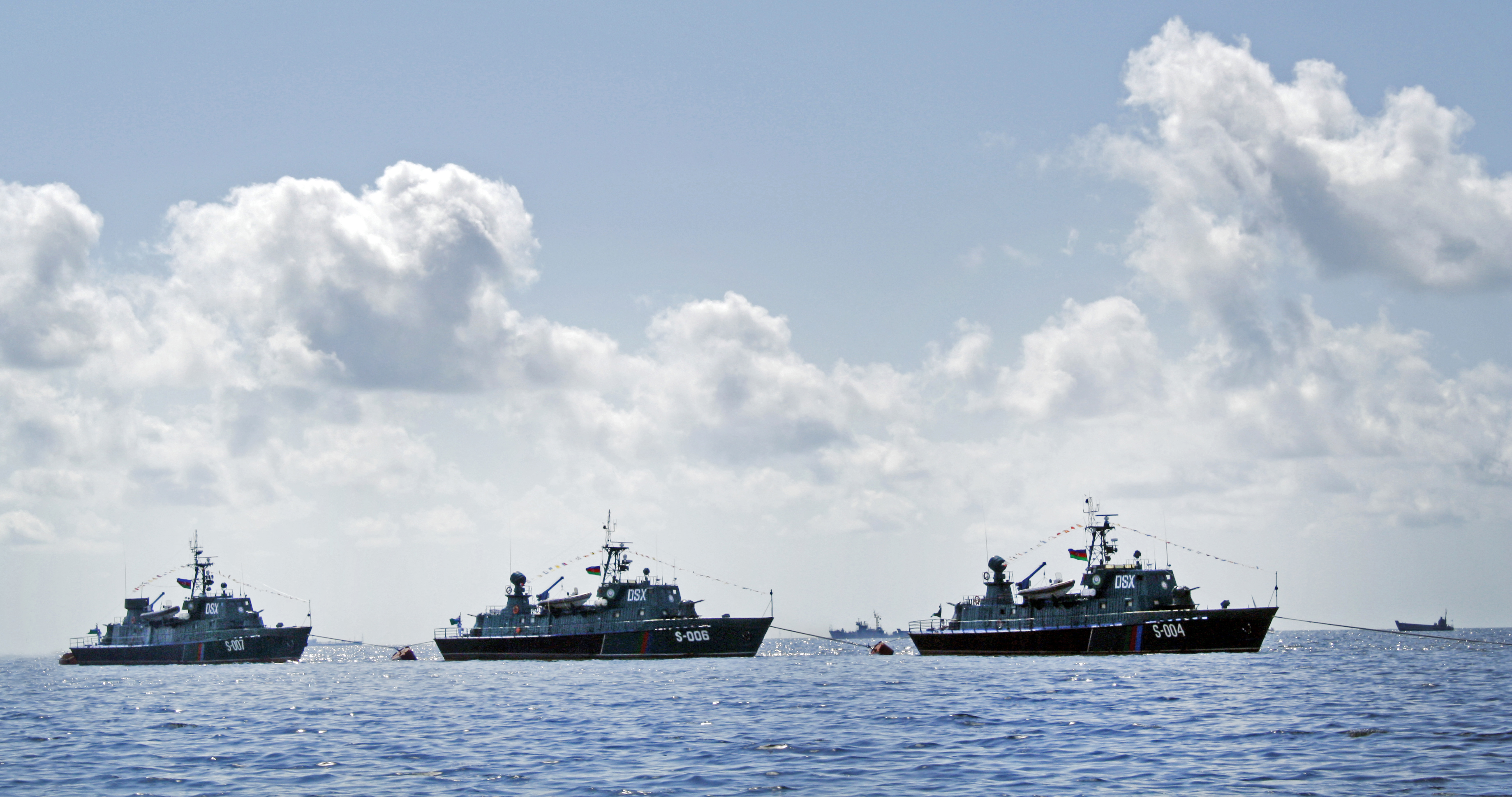
ВМС Азербайджану на військовому параді в Баку у 2011 році
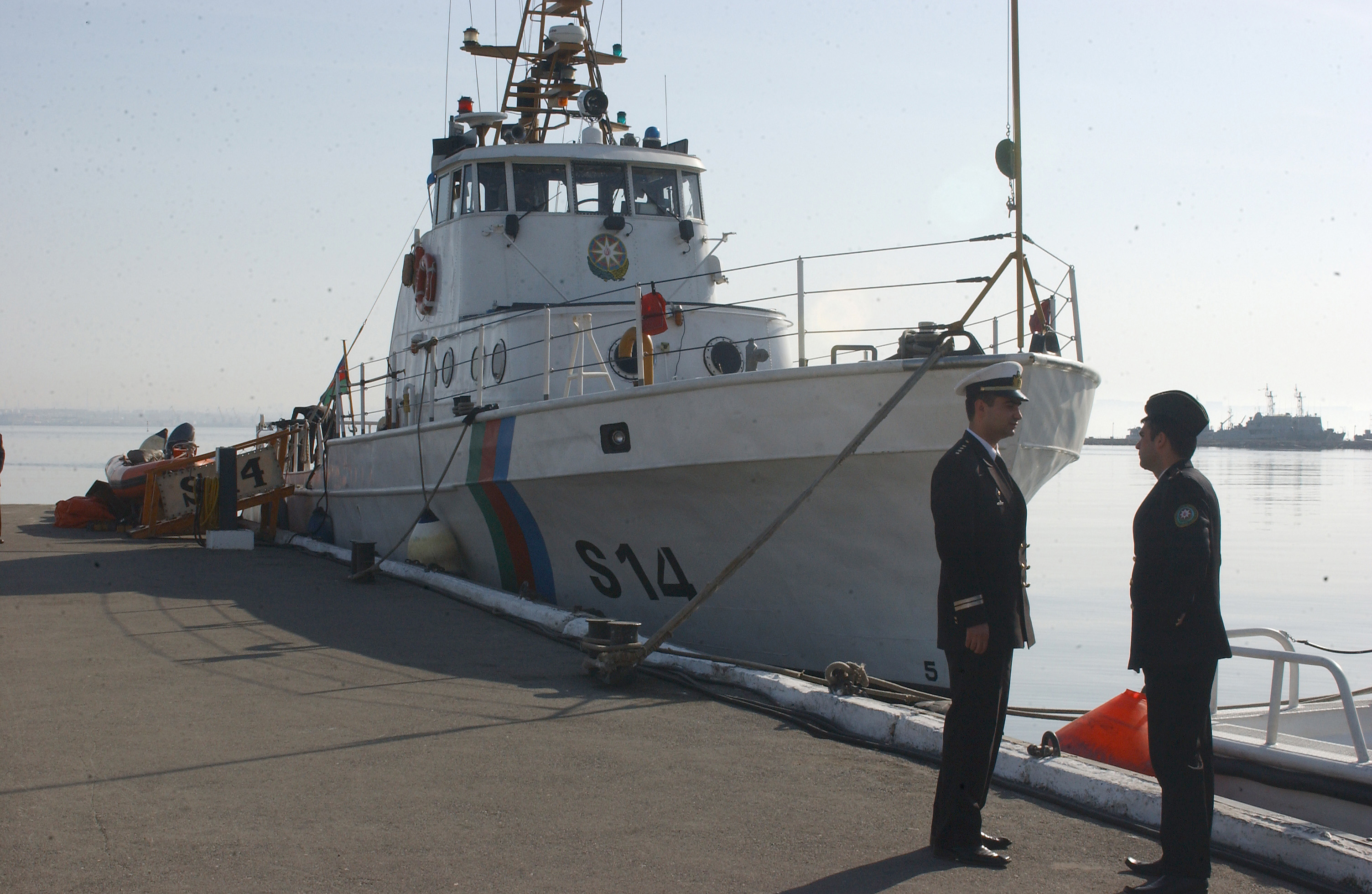
Катер берегової охорони S 14, типу Point
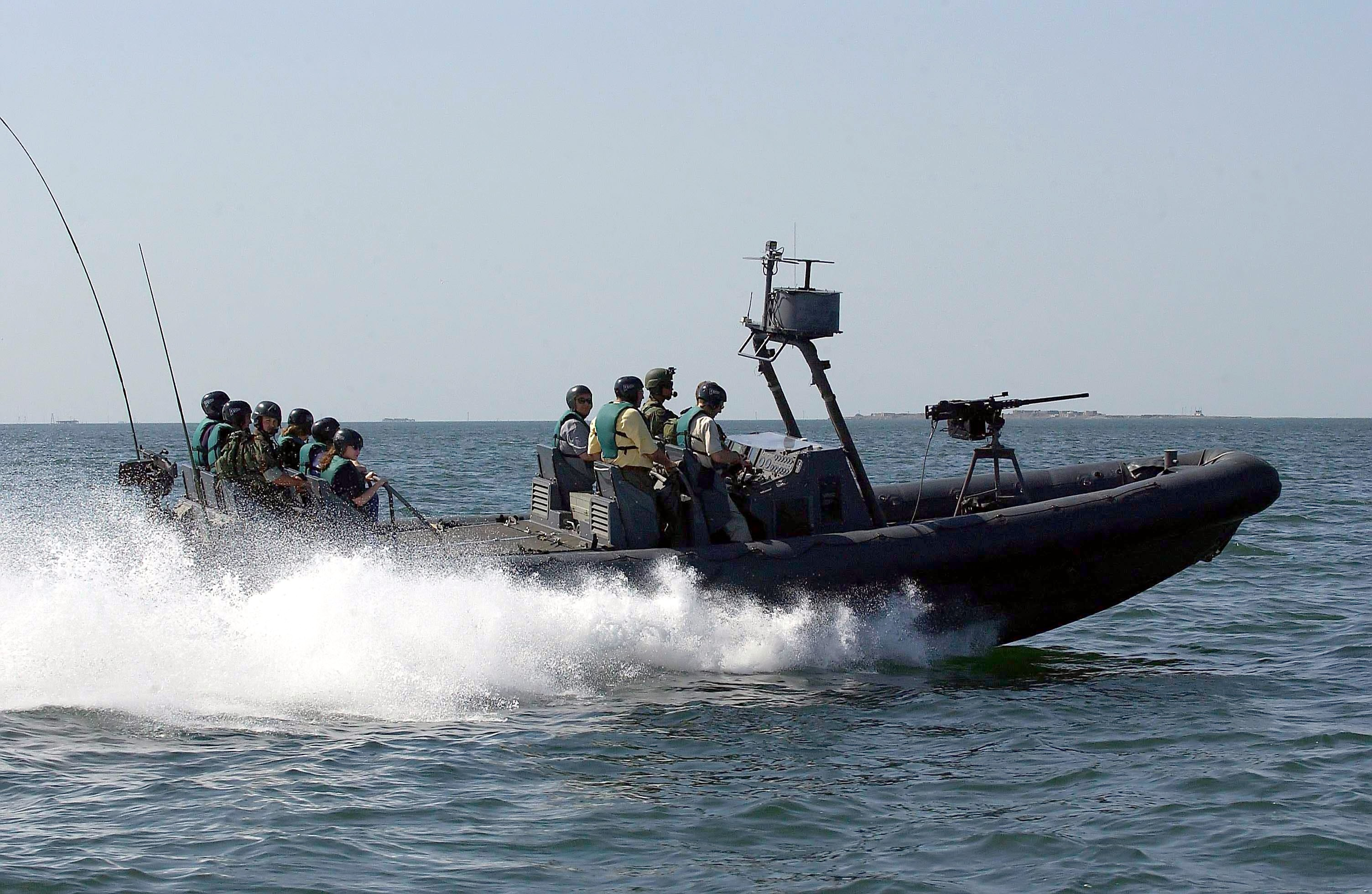
Катер берегової охорони

## Військово-морська авіація
| Тип                         | Виробництво | Призначення                  | Кількість   | Примітки           |
| Гелікоптери                 | Гелікоптери | Гелікоптери                  | Гелікоптери | Гелікоптери        |
| --------------------------- | ----------- | ---------------------------- | ----------- | ------------------ |
| Eurocopter AS332 Super Puma | Франція     | Морський гелікоптер          | 1           | Airbus Helicopters |
| Eurocopter SA365 Dauphin    | Франція     | Морський гелікоптер          | 2           | Airbus Helicopters |
| Літаки                      |             |                              |             |                    |
| CASA CN-235                 | Іспанія     | Військово-транспортний літак | 3           | у версії HC-144A   |

## Прапори кораблів та суден

Військово-морський прапор
Прапор допоміжних кораблів ВМС
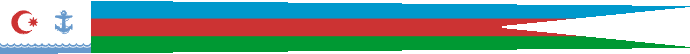
Вимпел військових кораблів

### Прапори посадових осіб

Верховний головнокомандувач Збройних сил
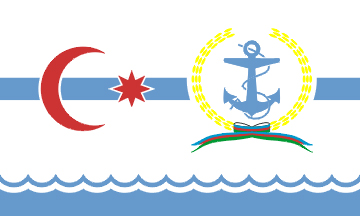
Міністр оборони
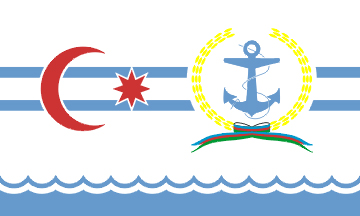
Командувач ВМС
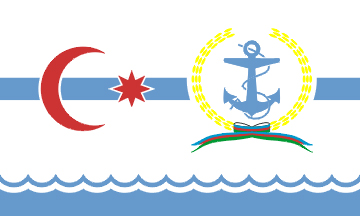
Начальник штабу ВМС
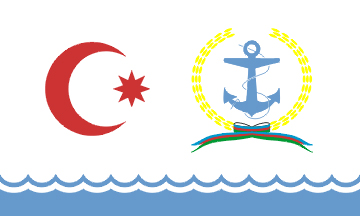
Командир з'єднання кораблів

### Брейд-вимпели

Командир з'єднання кораблів
Командир дивізіону кораблів
Старший на рейді

## Військові звання

### Офіцери
| Категорії               | Адмірали | Адмірали      | Адмірали      | Старші офіцери           | Старші офіцери          | Старші офіцери          | Молодші офіцери   | Молодші офіцери   | Молодші офіцери | Молодші офіцери    |
| ----------------------- | -------- | ------------- | ------------- | ------------------------ | ----------------------- | ----------------------- | ----------------- | ----------------- | --------------- | ------------------ |
| Погон                   |          |               |               |                          |                         |                         |                   |                   |                 |                    |
| Азербайджанське звання  | Admiral  | Vitse-admiral | Kontr-admiral | Birinci dərəcəli kapitan | İkinci dərəcəli kapitan | Üçüncü dərəcəli kapitan | Kapitan-leytenant | Baş leytenant     | Leytenant       | Kiçik leytenant    |
| Український відповідник | Адмірал  | Віцеадмірал   | Контрадмірал  | Капітан I рангу          | Капітан II рангу        | Капітан III рангу       | Капітан-лейтенант | Старший лейтенант | Лейтенант       | Молодший лейтенант |

### Підофіцери і матроси
| Категорії               | Підофіцери               | Підофіцери       | Підофіцери                    | Підофіцери        | Підофіцери        | Підофіцери         | Матроси        | Матроси |
| ----------------------- | ------------------------ | ---------------- | ----------------------------- | ----------------- | ----------------- | ------------------ | -------------- | ------- |
| Нарукавний знак         |                          |                  |                               |                   |                   |                    |                | немає   |
| Азербайджанське звання  | Baş Miçman               | Miçman           | Kiçik miçman                  | Birinci Starşina  | İkinci Starşina   | Üçüncü Starşina    | Baş Dənizçi    | Dənizçi |
| Український відповідник | Старший майстер-старшина | Майстер-старшина | Головний корабельний старшина | Головний старшина | Старшина I статті | Старшина II статті | Старший матрос | Матрос  |

### Знаки на головних уборах

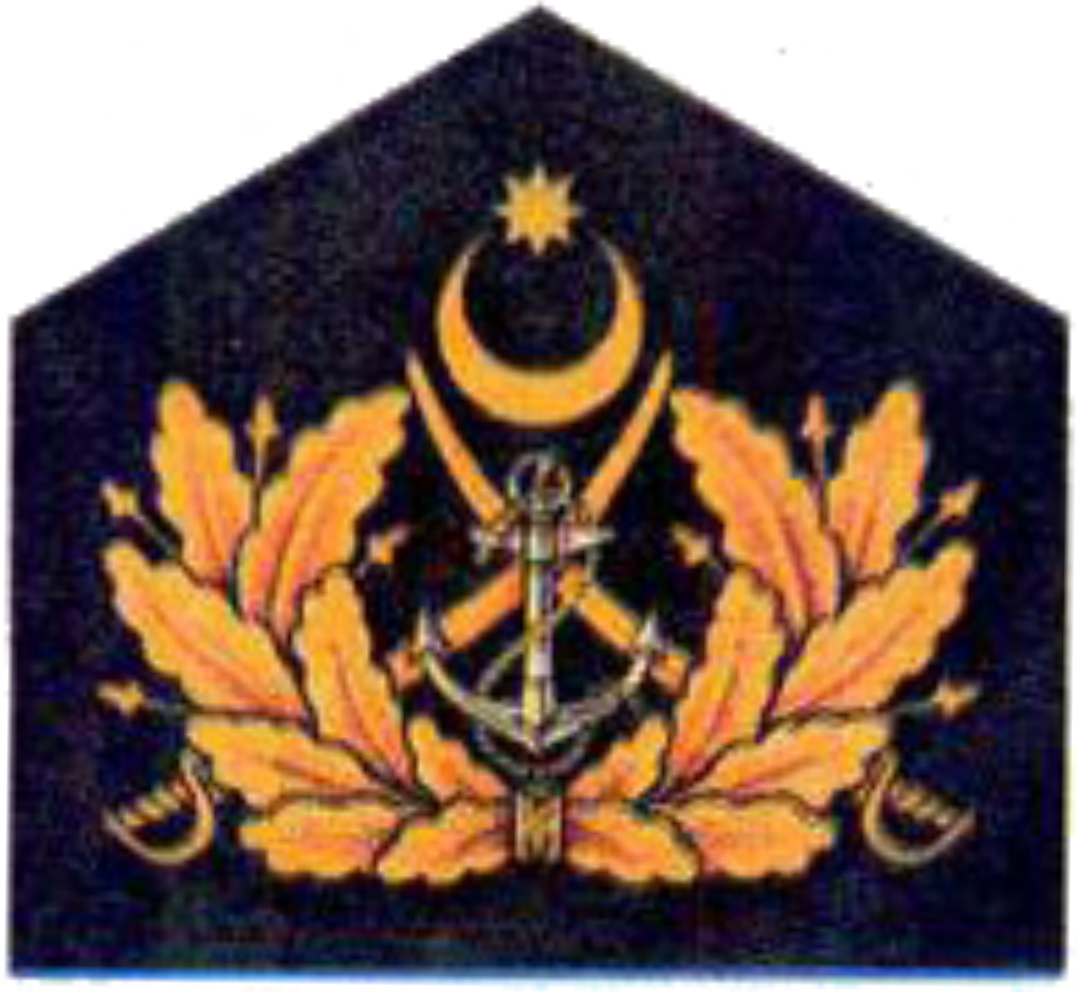
Адмірали
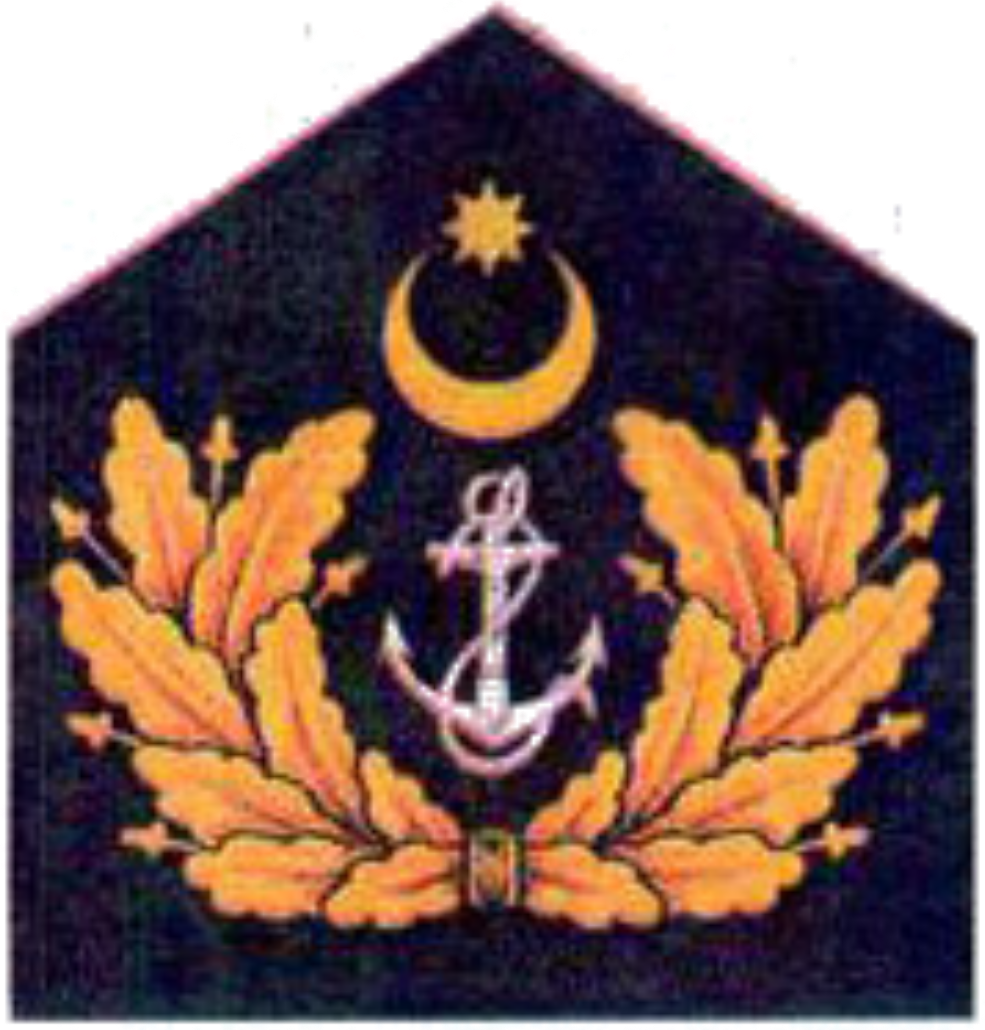
Офіцери
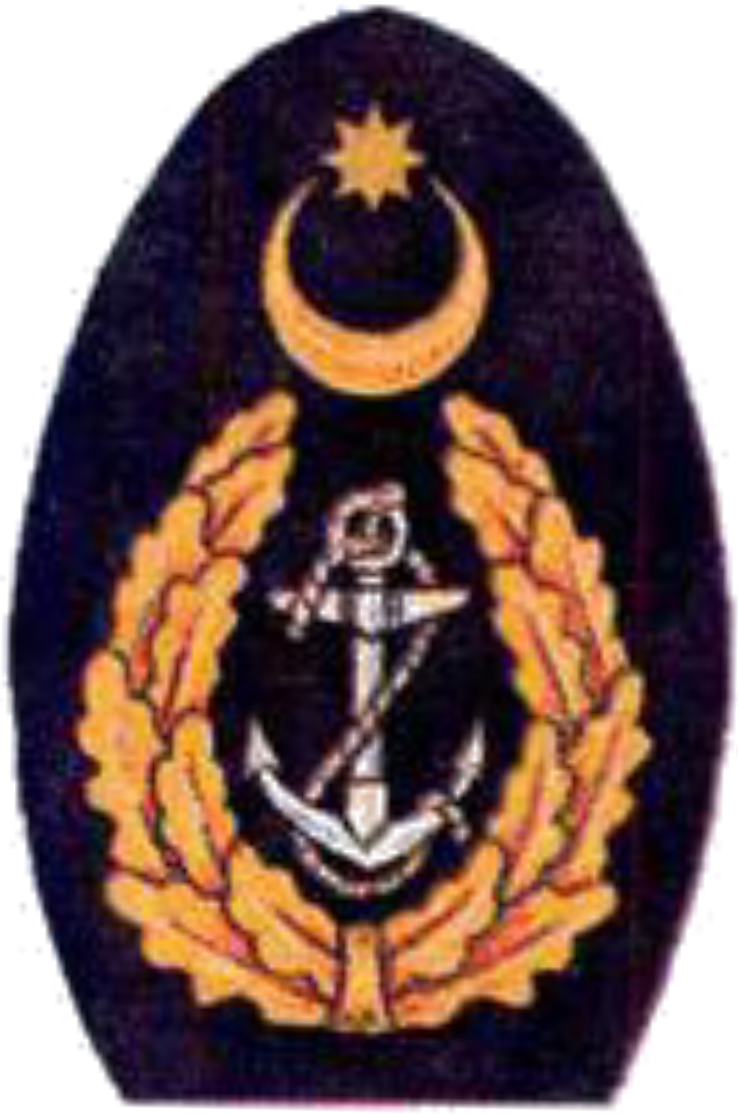
Підофіцери
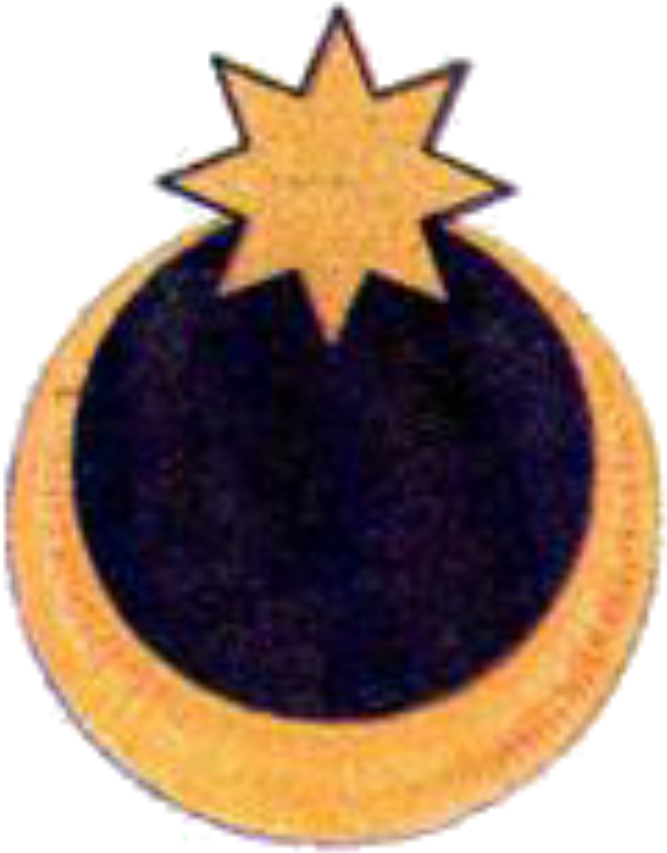
Матроси